# Élections législatives libériennes de 2017
Les élections législatives libériennes de 2017 se tiennent le 10 octobre 2017, en même temps que le premier tour de l'élection présidentielle afin de renouveler les 73 membres de la Chambre des représentants du Libéria.

## Modes de scrutin
Le Libéria est doté d'un parlement bicaméral dont la chambre basse, appelée Chambre des représentants, se compose de 73 députés élus pour six ans au scrutin uninominal majoritaire à un tour dans autant de circonscriptions.

## Résultats
| Partis                   | Partis                                                   | Votes     | %     | Sièges | +/-           |
| ------------------------ | -------------------------------------------------------- | --------- | ----- | ------ | ------------- |
|                          | Coalition pour le changement démocratique (CDC-NPP-LPDP) | 234 767   | 15,64 | 21     | Coal          |
|                          | Parti de l'unité (Unité)                                 | 209 677   | 13,96 | 19     | 5             |
|                          | Parti de la liberté (Liberté)                            | 131 187   | 8,74  | 3      | 4             |
|                          | Congrès national alternatif (CNA)                        | 92 085    | 6,13  | 0      | 0             |
|                          | Parti de l'unification du peuple                         | 87 946    | 5,86  | 5      | 5             |
|                          | Parti de tous les Libériens (AL)                         | 76 158    | 5,07  | 3      | 3             |
|                          | Mouvement pour l'économie                                | 58 940    | 3,92  | 1      | 1             |
|                          | Mouvement pour la démocratie et la reconstruction        | 50 560    | 3,37  | 2      | 2             |
|                          | Parti de la transformation du Libéria                    | 49 621    | 3,30  | 1      | 1             |
|                          | Parti populaire uni                                      | 43 619    | 2,91  | 1      | 1             |
|                          | Parti de la victoire pour le changement                  | 28 385    | 1,89  | 1      | 1             |
|                          | Parti populaire libérien                                 | 24 143    | 1,61  | 1      | 1             |
|                          | Union nationale du Liberia (LINU)                        | 19 251    | 1,28  | 1      | 1             |
|                          | Autres partis (11)                                       | 159 900   | 10,64 | 0      | –             |
|                          | Indépendants                                             | 235 261   | 15,67 | 12     | 3             |
|                          |                                                          |           |       |        |               |
| Votes valides            | Votes valides                                            | 1 501 500 | 94,85 |        |               |
| Votes blancs et nuls     | Votes blancs et nuls                                     | 81 442    | 5,15  |        |               |
| Total                    | Total                                                    | 1 582 942 | 100   | 73     | en stagnation |
| Abstention               | Abstention                                               | 600 987   | 27,52 |        |               |
| Inscrits / participation | Inscrits / participation                                 | 2 183 629 | 72,48 |        |               |